# Joan Martínez Bàguena
Joan Martínez Bàguena (València, 24 de maig de 1897 - 19 de maig de 1986) fou compositor, especialment de música per a l'escena.

## Biografia
Es va formar com a músic amb Francesc Antich, Ferran Galiana i Pere Sosa. La Banda Municipal de València va estrenar, l'any 1918, la seua primera obra: Suite Hespèria. Va ser professor d'estètica i història de la musica en l'Institut Musical Salvador Giner de València.
És autor d'obres per a cor, cançons i obres instrumentals, però la seva producció principal fou en el camp de la música teatral, que va oscil·lar entre la sarsuela, el sainet i la revista, havent compost un total de 21 obres líriques. Entre les més representatives cal destacar La de la falda de céfiro (1945) que va recollir un èxit aclaparador a Buenos Aires, amb més de 800 representacions. A València va estrenar obres amb arguments de tema local, com ara El rei Pepet (1935) i El Micalet de la Seu (1948).
Entre les seues obres per a orquestra cal esmentar Verbum Crucis, sobre les set darreres paraules de Jesucrist en la Creu, estrenada l'any 1966 en la Catedral de València en presència de l'arquebisbe Marcelino Olaechea, la suite Aigües Vives, l'Himne de la Societat Coral El Micalet (1934) i Preclarum calicem (que no veié estrenada en vida).
Es concedeix el Premi Martínez-Báguena per a joves violinistes valencians, que han guanyat María Carmen Antequera (1996), Raul Arias López, David Marco, Vicente Huerta i Rubén Gimeno Martínez. El compositor té un carrer dedicat a València. En aquests darrers anys, hom li ha publicat els discos Homenaje a Juan Martínez Báguena (Alboraia:E.G.Tabalet, 2000), Juan Martínez Báguena (1897-1986): obras para piano (València:Universitat Politècnica de València, 2002) i Praeclàrum Càlicem: II Semana Internacional de Música Religiosa de Valencia 2004 (Madrid: Banco de Sonido, 2004).
El president de l'Acadèmia de la Música Valenciana i de l'Asociación de Profesores Músicos de Santa Cecilia, Juan Martínez-Báguena Espín, és fill seu. També va tindre altra filla, Soledad Martínez Espín, qui ha mantingut els cognoms originals.

## Obres
- Aigües Vives: Suite, per a orquestra
- Baix lo cel blau
- Lo ball de les campanes: ballet-fantasia valenciana, per a banda
- Un beso
- La cueva de Yebra, per a cor i orquestra
- Ecce panis Angelorum (1946), motet per a baríton sol
- ¡España mía!, per a veu i piano
- Fallera Major, pas-doble per a banda
- Himne de la Societat Coral el Micalet (1934), per a orquestra
- El hombre de cántaro, per a cor i orquestra
- Marne: poema sinfónico, per a banda
- Mi morena
- Misterio de fe, per a cor i orquestra
- Molinera manchega (1950), cançó amb lletra de d'Alfredo Sendín Galiana i Ramón Sánchez Sarachaga
- Praeclàrum Càlicem, música religiosa, per a cor i orquestra
- Reja
- Retablo sinfónico, per a cor i orquestra
- La rondalla pasa: pasacalle (1960)
- Suite Hespèria (1918)
- València té un Micalet
- Verbum Crucis (1966), per a orquestra

### Música per a l'escena
- El beso (1949)
- La caminera: suite en tres tiempos (1936), lletra de Ligori Ferrer Ligoriet
- El chico del surtidor (1937), sarsuela amb lletra d'E.Beltran
- La cruzada (1940), sarsuela amb lletra de Ligorio Ferrer
- La enamorada del silencio (1940), sarsuela amb llibret de J.L.Almunia
- La de la falda de céfiro (1945), sainet en tres actes. Llibret d'Antonio Paso, Ligori Ferrer i Antonio González Álvarez. El títol és tret d'un vers de la sarsuela La revoltosa, de Chapí
- La mejor de la Ribera: zarzuela de costumbres valencianas, llibret de Ligori Ferrer
- El Micalet de la Seu (1948), sainet amb lletra de Josep Peris
- El Rei Pepet (1935), sainet amb llibret de Josep Maria Juan Garcia i Alfred Martí

### Música per a piano
- Aires españoles
- El Carpio, pas-doble
- Destellos, impromptu andaluz
- Mazurka
- Suite española